# Läckerli Huus

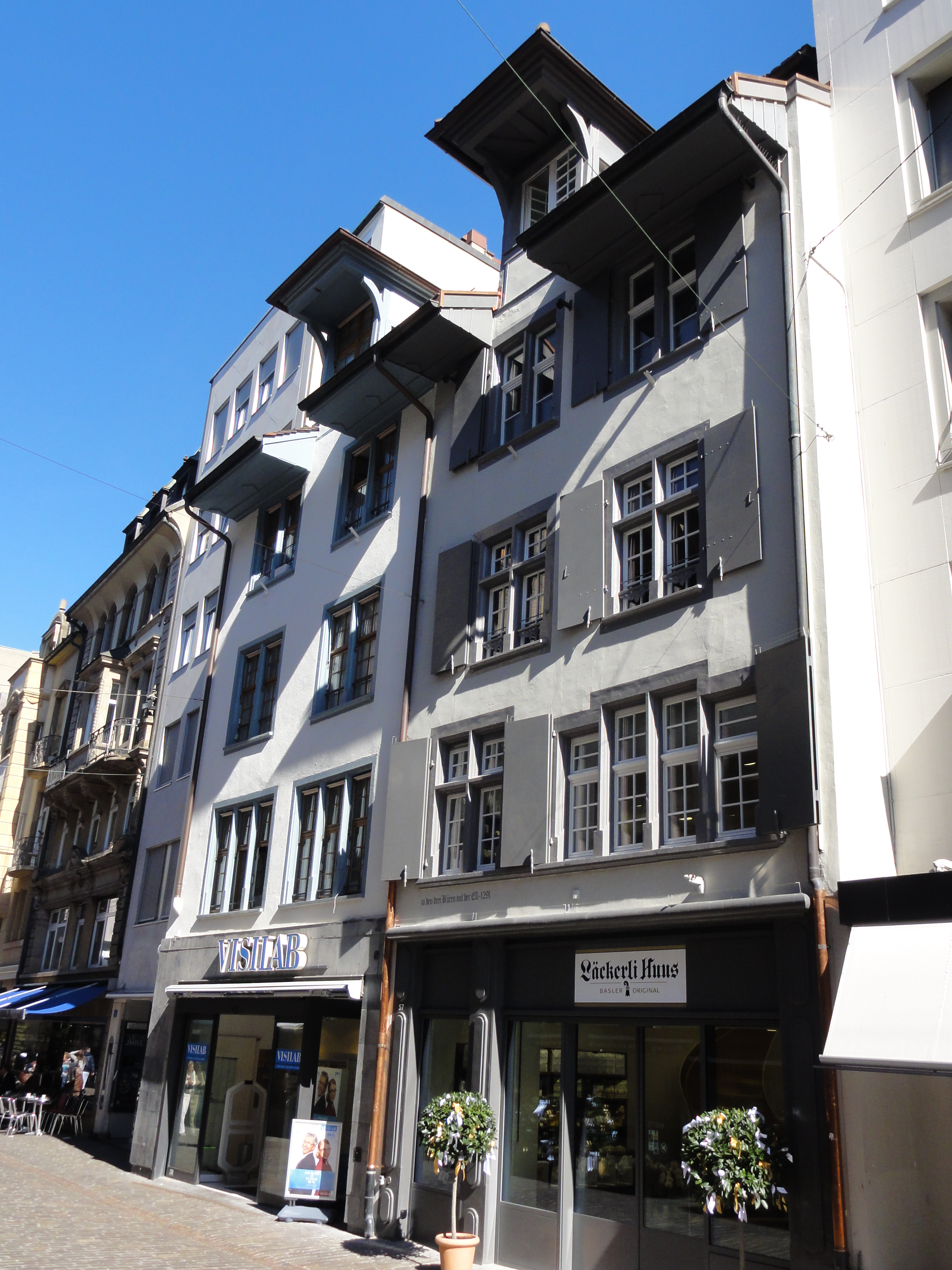
Une boutique Läckerli Huus à Bâle.

Läckerli Huus est une entreprise suisse fabricant des biscuits et des confiseries, dont des leckerlis de Bâle. Elle est basée à Frenkendorf, dans le Canton de Bâle-Campagne.
Miriam Blocher, fille de l'homme politique et homme d'affaires Christoph Blocher, possède et dirige l'entreprise depuis 2007.